# Olga Benario-Prestes
Olga Benario-Prestes (ur. 12 lutego 1908 w Monachium, zm. po 19 lutego 1942 w Bernburgu) – niemiecka i brazylijska rewolucjonistka pochodzenia żydowskiego, działaczka Kominternu, ofiara niemieckiego nazizmu.
W pierwszej połowie lat 20. związała się z Komunistyczną Partią Niemiec. Od 1928 roku przebywała w ZSRR, gdzie przeszła przeszkolenie wojskowe i należała do kierownictwa Komunistycznej Międzynarodówki Młodzieży. W 1934 roku na polecenie Kominternu udała się do Brazylii. Poślubiła lidera brazylijskich komunistów, Luísa Carlosa Prestesa. W 1935 roku wzięła udział w nieudanym puczu przeciw prezydentowi Getúlio Vargasowi. W konsekwencji została aresztowana i deportowana do III Rzeszy. Była więziona w obozach koncentracyjnych w Lichtenburgu i Ravensbrück. W 1942 roku została zagazowana w „ośrodku eutanazji” w Bernburgu.

## Życiorys

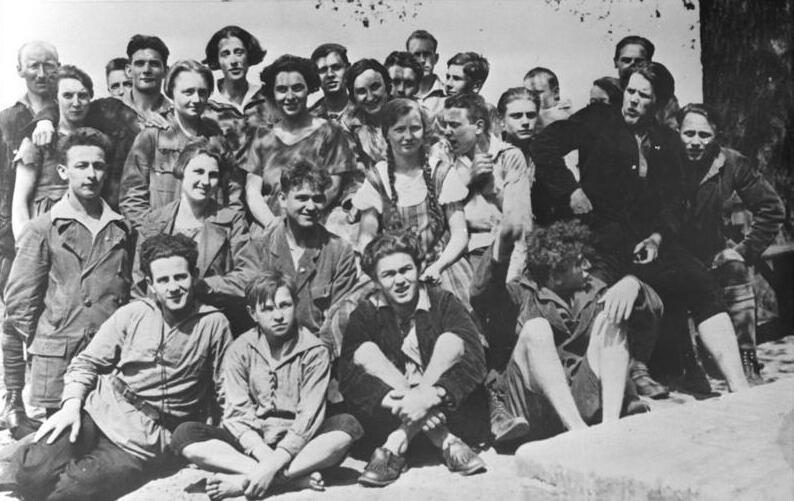
Olga Benario (ostatni rząd) wśród członków młodzieżówki KPD, rok 1926

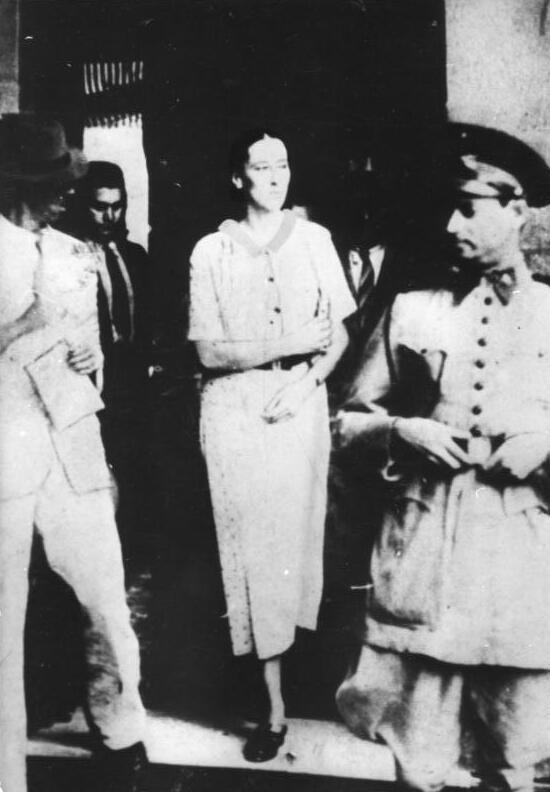
Po aresztowaniu przez władze Brazylii (1936)

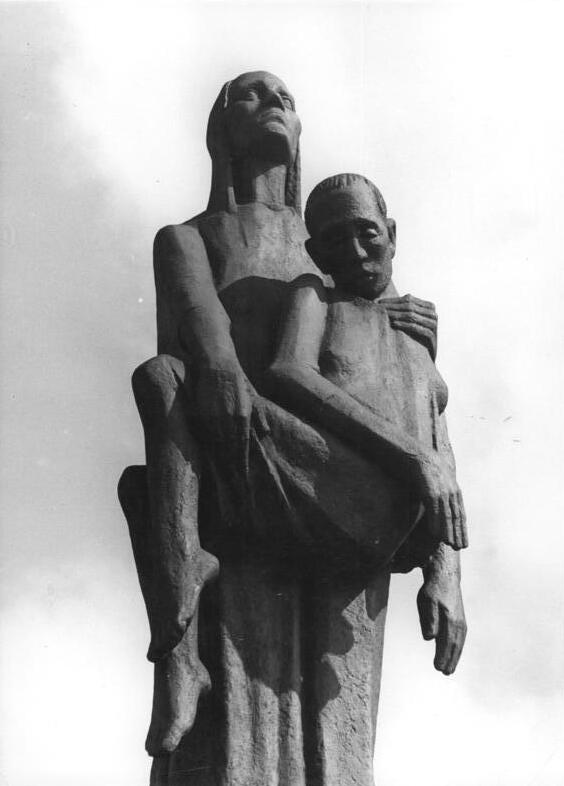
Rzeźba Tragende na terenie byłego obozu koncentracyjnego Ravensbrück, wzorowana na postaci Benario

Urodziła się w Monachium, w zamożnej mieszczańskiej rodzinie pochodzenia żydowskiego. Jej rodzicami byli Leo Benario i Eugenie z d. Gutmann. Ojciec był socjaldemokratą i zaangażowanym politycznie prawnikiem, który występował m.in. w obronie praw strajkujących kobiet. Pod jego wpływem Olga zainteresowała się problemem niesprawiedliwości społecznej, aczkolwiek jej poglądy stały się szybko dalece bardziej radykalne od ojcowskich.
W wieku czternastu lat uciekła z domu i dołączyła do komunistycznej organizacji młodzieżowej. Została kochanką Ottona Brauna, jednego z czołowych działaczy KPD. W 1926 roku aresztowano ją po raz pierwszy; spędziła trzy miesiące w więzieniu w Berlinie-Moabicie. Dwa lata później zdobyła duży rozgłos, gdy z bronią w ręku pomogła zagrożonemu karą śmierci Braunowi w ucieczce z gmachu berlińskiego sądu. Oboje udali się na emigrację do ZSRR. Podczas V zjazdu Komunistycznej Międzynarodówki Młodzieży została wybrana na członka Komitetu Centralnego. Później została także członkiem Komitetu Wykonawczego. W międzyczasie rozpadł się jej związek z Braunem. W 1931 roku na polecenie Kominternu odbyła tajne misje do Francji, Niemiec i Włoch. Po powrocie do ZSRR przeszła szkolenie wojskowe, obejmujące m.in. naukę skoku ze spadochronem. Była współpracowniczką sowieckiego wywiadu wojskowego (GRU).
W 1934 roku decyzją Kominternu została wysłana do Brazylii. Miała odpowiadać za bezpieczeństwo lidera tamtejszej partii komunistycznej, Luísa Carlosa Prestesa. Jej znajomość z Prestesem przerodziła się wkrótce w związek uczuciowy, uwieńczony małżeństwem. W listopadzie 1935 roku brazylijscy komuniści wzniecili zbrojne powstanie przeciw rządowi Getúlio Vargasa. Rebelia została jednak stłumiona, a Benario i Prestes znaleźli się w więzieniu. Mimo iż poprzez małżeństwo z Prestesem uzyskała brazylijskie obywatelstwo, rząd Vargasa postanowił deportować ją oraz inną niemiecką komunistkę – Elisę Ewert – do nazistowskich Niemiec. Działacze komunistyczni planowali odbić Benario podczas postoju statku w Southampton, jednakże o planie tym dowiedziały się brytyjskie służby specjalne i parowiec udał się bezpośrednio do Niemiec. W listopadzie 1936 roku Benario zeszła na ląd w Hamburgu. Była wtedy w ósmym miesiącu ciąży.
Początkowo trafiła do berlińskiego więzienia przy Barminstraße, w którym urodziła córkę Anitę. Komintern wszczął tymczasem kampanię na rzecz ich uwolnienia. Nazistowskie władze pragnąc uniknąć międzynarodowego skandalu, zaproponowały, aby Anita została oddana na wychowanie matce Olgi. Ta jednak wyrzekła się córki po jej ucieczce z rodzinnego domu, stąd odmówiła zaopiekowania się wnuczką. Ostatecznie Heinrich Himmler postanowił przekazać dziecko matce Prestesa, Leocádii. Anita została zabrana z więzienia w listopadzie 1937 roku. Trzy miesiące później Benario została uwięziona w obozie koncentracyjnym Lichtenburg. Wiosną 1939 roku przeniesiono ją do nowo utworzonego kobiecego obozu koncentracyjnego Ravensbrück. Początkowo była przetrzymywana w izolatce i źle traktowana. Wkrótce na skutek zabiegów rodziny Prestesów naziści wyrazili jednak wstępną zgodę na jej zwolnienie, stawiając jedynie warunek, że po opuszczeniu obozu musi natychmiast udać się na emigrację do Ameryki. Negocjacje były na tyle zaawansowane, że w lipcu 1939 roku Benario zabrano z Ravensbrück do Berlina. Wybuch II wojny światowej pokrzyżował jednak plany jej zwolnienia. 8 września 1939 roku została odwieziona z powrotem do Ravensbrück.
Od tego momentu Benario nie była już izolowana od innych więźniów. Jesienią 1939 roku główna nadzorczyni Johanna Langefeld mianowała ją nawet blokową w bloku 11 („blok żydowski”). Benario wykorzystywała swoje stanowisko, aby nieść pomoc innym więźniarkom oraz animować działalność edukacyjną i artystyczną. Gdy jednak kierownictwo obozu dowiedziało się, że w bloku 11 potajemnie wystawiono sztukę teatralną, została zdjęta z funkcji blokowej i na wiele tygodni uwięziona w bunkrze. Po odbyciu kary trafiła do komanda zajmującego się wyładunkiem cegieł. Gdy pewnego razu ośmieliła się zwrócić do obozowego lekarza Waltera Sonntaga z prośbą o pomoc dla omdlałej koleżanki, ten ciężko ją pobił. Została ponadto ukarana wielotygodniowym uwięzieniem w bunkrze; spędziła w nim całe lato 1941 roku.
Na przełomie 1941/42 roku w ramach tzw. akcji „14f13” (Sonderbehandlung 14f13) więźniarki Ravensbrück – przede wszystkim Żydówki oraz kobiety chore i wyczerpane – zaczęto wywozić na śmierć do „ośrodka eutanazji” w Bernburgu. 19 lutego Benario napisała ostatni list do rodziny. Niedługo później, prawdopodobnie w jednym z marcowych transportów, zabrano ją do Bernburga i zgładzono w komorze gazowej.

## Pamięć
W Niemieckiej Republice Demokratycznej była jedną z ikon państwowej propagandy. Jej imieniem nazywano ulice i szkoły, publikowano także jej biografie. Na jej postaci była wzorowana rzeźba kobiety podtrzymującej zasłabłą towarzyszkę (Tragende), którą w 1959 roku odsłonięto na terenie byłego obozu w Ravensbrück.
Olga Benario-Prestes jest bohaterką brazylijskiego filmu biograficznego Olga z 2004 roku (reż. Jayme Monjardim). W jej postać wcieliła się Camila Morgado.